# Наталія Олексіївна (царівна)
Наталія Олексіївна (22 серпня 1673, Москва — 18 червня 1716) — московська царівна, дочка царя Олексія Михайловича, улюблена сестра імператора Петра І, драматургиня.

## Життєпис

### Дитинство
Була молодшою дочкою царя Олексія І Михайловича. Своє ім'я дістала в честь матері, Наталії Наришкіної.
Коли Наталії було три роки, помер її батько, цар Олексій. Надалі виховувалася матір'ю з братом. За часів правління царівни Софії Наталія разом з сім'єю жила в селі Преображенському, а взимку переїжджала до Москви.

### Стосунки з Петром І
Протягом всього життя царівна Наталія підтримувала свого старшого на один рік брата, царя й майбутнього імператора Петра І, в усіх його починаннях. Наталія поділяла захоплення Петром західноєвропейською культурою. В дитинстві вони разом їздили у Німецьку слободу.
Після початку самостійного царювання Петра І у 1689 році Наталія продовжила жити у селі Преображенському. Разом з нею жили царевич Олексій Петрович, сестри Олександра Меншикова — Марія та Анна, — дружина Меншикова Дарія, а також Анісія Толстая й Варвара Арсеньєва.
З 1708 року царівна жила в Санкт-Петербурзі на Крестовському острові, проте часто відвідувала Москву. В 1715 році стала хрещеною матір'ю онука Петра І, майбутнього імператора Петра II. Заміж видана не була.

### Смерть та поховання

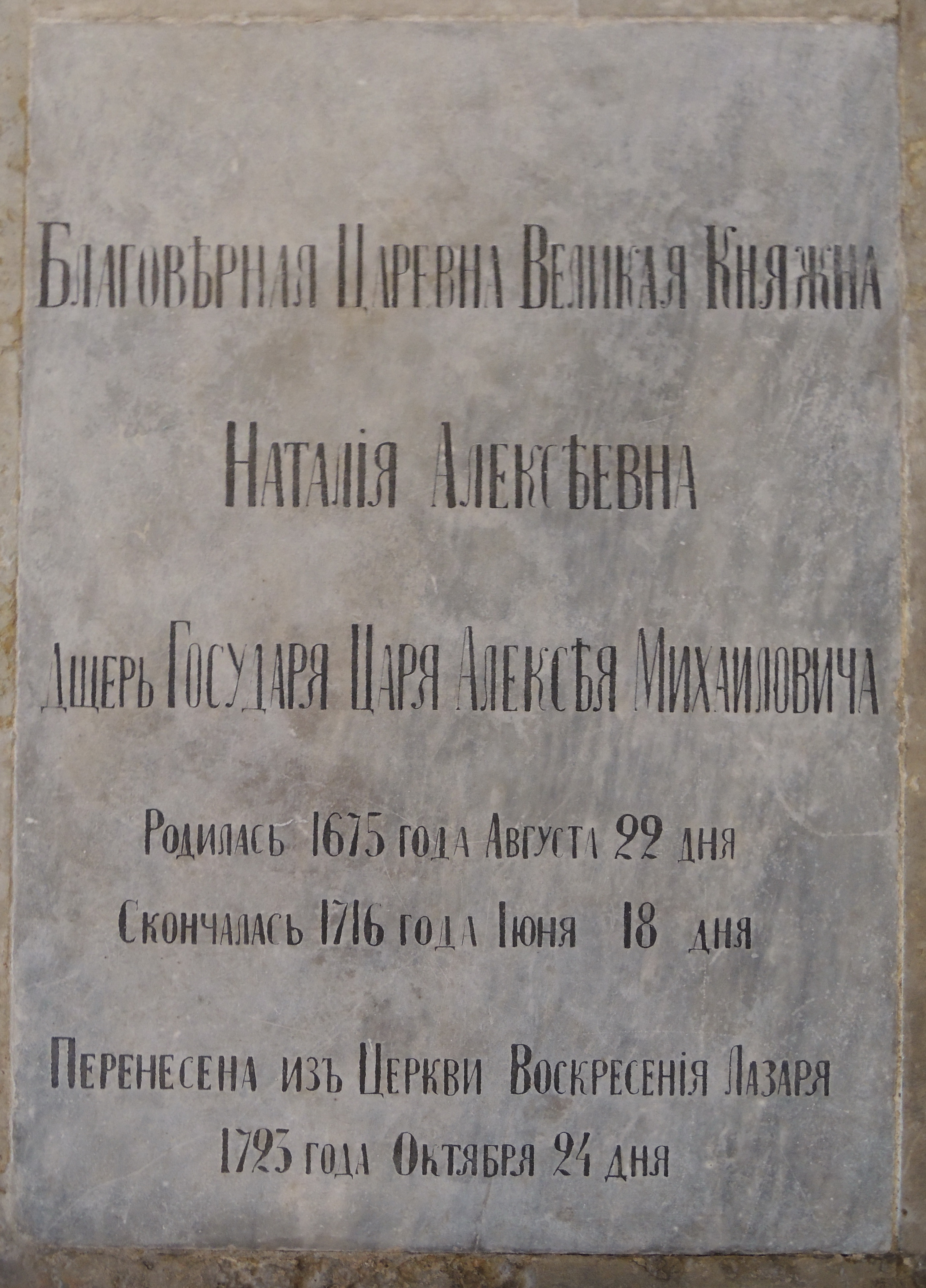
Надгробок царівни

Померла у віці 42 років 18 червня 1716 року в Санкт-Петербурзі. Причиною смерті стала нез'ясована хвороба шлунку (за деякою інформацією — катаральний гастрит). Похована на території Олександро-Невської лаври на Лазарівському кладовищі.

## Театральна діяльність
Завдяки зусиллям царівни у 1706—1707 у Преображенському палаці почали проводити театральні вистави. П'єси ставилися на актуальні на той час теми, інсценування життів святих, перекладних романів. Акторами стали слуги царівни та її невістки, цариці Парасковії.
У 1710 році, після переїзду царівни до Санкт-Петербурга, там було організовано нову театральну трупу для дворянської публіки. П'єси, які ставились на сцену в цій трупі, були написані і царівною в тому числі.

### Твори
- «Комедия о святой Екатерине» («Комедія про святу Катерину»)
- «Хрисанф и Дария» («Хрисанф і Дарія»)
- «Цезарь Оттон» («Цезар Отто»)
- «Святая Евдокия» («Свята Євдокія»)

## В культурі
- Царівна Наталія — персонаж роману Олексія Толстого «Петро Перший». У творі описується вигадана історія кохання царівни та одного з представників роду Бровкіних.